# Portada/article juliol 14

## Mart
Mart, anomenat de vegades el Planeta roig, és el quart planeta del sistema solar, segons la seva distància al Sol. Forma part dels denominats planetes tel·lúrics (de naturalesa rocosa, com la Terra) i és el planeta interior més allunyat del Sol. Té dos satèl·lits naturals o llunes, Fobos i Deimos, de mida molt petita i forma irregular. El prefix areo- es refereix a Mart igual que el prefix geo- es refereix a la Terra, per exemple, areologia versus geologia.
Tycho Brahe va mesurar amb gran precisió el moviment de Mart en el cel. Les dades sobre el moviment retrògrad aparent ("llaços") van permetre a Kepler trobar la naturalesa el·líptica de la seva òrbita i determinar les lleis del moviment planetari conegudes com lleis de Kepler.